# Martin Mochinger
Martin Mochinger (również: Muchinger, Marcin Mochinger, ur. 1537, zm. 1 listopada 1590) – doktor medycyny i filozofii, aptekarz, rajca, burmistrz Torunia.

## Życiorys
Studiował na uniwersytecie w Królewcu, naukę zakończył 16 listopada 1553 roku. Następnie mieszkał w Lipsku, gdzie 14 września 1557 roku zdobył stopień bakałarza sztuk wyzwolonych. Studiował również w Tybindze i Padwie. Nieznana jest data uzyskania przez niego tytułu doktora medycyny i filozofii. W 1572 roku był ławnikiem staromiejskim, rok później został członkiem rady miasta. W latach 1578, 1581, 1584 i 1588 był wybierany na burmistrza urzędującego (prezydenta) Torunia, a w 1579, 1582 i 1585 na wiceprezydenta. Ponadto w latach 1580, 1582 i 1589 sprawował stanowisko burgrabi królewskiego.
Wspierał rozwój Gimnazjum Akademickiego w Toruniu, ofiarowując na jego potrzeby swój księgozbiór.
Zmarł 1 listopada 1590 roku, jego epitafium znajduje się w kościele Wniebowzięcia Najświętszej Marii Panny w Toruniu.
Około 1590 roku powstał portret przedstawiający Mochingera. 